# Теорема Коши (теория групп)
Теорема Коши в теории групп гласит:
| Если порядок конечной группы {\displaystyle G} делится на простое число {\displaystyle p}, то {\displaystyle G} содержит элементы порядка {\displaystyle p}. |

Она тесно связана с теоремой Лагранжа, в силу которой порядок любой конечной группы G делится на порядок любой её подгруппы. В силу теоремы Коши для любого простого делителя p порядка группы G, существует подгруппа, чей порядок равен p. Ей является циклическая группа, порождённая элементом из теоремы Коши.
Обобщением теоремы Коши является первая теорема Силова, в соответствии с которой, если pn является максимальной степенью p, на которую делится порядок группы G, то G имеет подгруппу именно такого порядка. Используя тот факт, что группа порядка pn разрешима, можно показать, что G содержит подгруппы любого порядка pr, для которого {\displaystyle r\leq n.}

## Доказательство
Эту теорему часто доказывают с помощью индукции и применения классов сопряжённости, но для абелевых групп аналогичное утверждение доказать намного проще. В доказательстве также может применяться действие группы.

### Вариант 1
Сначала докажем эту теорему в частном случае, когда группа G абелева, затем в общем случае. Оба раза теорема будет доказана индукцией по n = |G|, начиная с n = p. База тривиальна, так как любой нетождественный элемент имеет порядок  p.
Если G абелева, то рассмотрим любой нетождественный элемент a и порождённую им циклическую подгруппу H.  Если p делит |H|, то a|H|/p является искомым элементом порядка p. Иначе p делит не порядок |H|, а порядок [G:H] факторгруппы G/H. Тогда по индуктивному предположению факторгруппа содержит элемент порядка p. Им является один из классов xH, где x лежит в G. Если он имеет порядок m в группе G, то {\displaystyle m\vdots p}: благодаря тому, что в группе G xm = e, (xH)m = eH в факторгруппе G/H. Поэтому p делит m; аналогично xm/p окажется элементом порядка p в группе G, что заканчивает доказательство в абелевом случае.
В общем случае пусть группа Z является центром группы G. Тогда Z окажется абелевой. Если её порядок кратен p,то она, как мы уже видели, содержит элемент порядка p. Значит, этот элемент имеет порядок p и в группе G. Иначе p не делит Z. Так как p делит |G|, а G разбивается на Z и остальные классы сопряжённости, один из этих классов содержит элемент a, размер чьего класса не делится на p. Но легко показать, что его размер равен [G : CG(a)] и не кратен p. Поэтому p делит порядок не совпадающего с группой G централизатора CG(a) элемента a в группе G. Но по индуктивному предположению в централизаторе лежит искомый элемент порядка p, что и требовалось доказать.

### Вариант 2
В этом варианте мы воспользуемся тем фактом, что  действие циклической группы простого порядка p порождает только орбиты размеров 1 и p, что сразу следует из теоремы о стабилизаторах орбит.
Подействуем нашей группой на множество решений уравнения
{\displaystyle X=\{\,(x_{1},\ldots ,x_{p})\in G^{p}:x_{1}x_{2}\cdots x_{p}=e\,\}}
т.е. на множество последовательностей из p элементов группы G, чьё произведение равно 1. Такая последовательность однозначно задаётся всеми элементами, кроме последнего, который обратен произведению остальных. Также понятно, что эти p − 1 элементов можно выбирать произвольным способом, и в множестве X имеется |G|p−1 элементов, и их количество кратно p.
Теперь заметим, что в группе ab = e, если и только если ba = e. Поэтому, если {\displaystyle x_{1}x_{2}\cdots x_{p}=e}, то {\displaystyle x_{2}\cdots x_{p}x_{1}=e}. Значит, циклические перестановки компонентов элемента множества X снова породят элементы X. Это позволяет задать действие циклической группы Cp  порядка p на множестве X с помощью перестановки компонентов. Иными словами, порождающий группу Cp элемент переводит
{\displaystyle (x_{1},x_{2},\ldots ,x_{p})\mapsto (x_{2},\ldots ,x_{p},x_{1})}.
Очевидно, при таком действии орбиты в X имеют размеры 1 или p. Орбита имеет размер 1, если и только если её единственный элемент имеет вид {\displaystyle (x,x,\ldots ,x)} и {\displaystyle x^{p}=e}. Так как количество элементов X равно сумме количеств элементов в орбитах, количество элементов {\displaystyle x}, для которых {\displaystyle x^{p}=e}, кратно p. Так как одним из них является единичный элемент, всего существует хотя бы {\displaystyle p} элементов, хотя бы  p − 1 из которых не равен единичному, а имеет порядок p. Теорема доказана.

## Применения
Теорема Коши позволяет сразу установить то, какие группы могут быть конечными р-группами, где p — простое число. Именно, конечная группа G является p-группой (т.е. порядки всех элементов — точные степени p), если и только если порядок группы сам является степенью p. Хотя абелев случай также можно применить, чтобы доказать по индукции первую теорему Силова,  так же, как в первом доказательстве, существуют и доказательства, в которых этот случай разбирается отдельно.

### Пример
Абелева простая группа может быть только циклической простого порядка.  Действительно,  в любой такой группе G все её подгруппы нормальны. Значит, если она проста, то все её нормальные подгруппы — либо единичная, либо она сама.  если |G| = 1, то G сама является единичной.  Иначе в ней есть неединичный элемент a ∈ G, и циклическая группа  {\displaystyle \langle a\rangle } является неединичной  подгруппой G. Значит,  {\displaystyle G=\langle a\rangle .}  Пусть теперь порядок группы  {\displaystyle \langle a\rangle } равен n.  Если он бесконечен, то
{\displaystyle G=\langle a\rangle \supsetneqq \langle a^{2}\rangle \supsetneqq \{e\},} что невозможно.
Значит, n конечно.  Если  n составное, то оно кратно простому q, меньшему n.  Но тогда существует подгруппа H порядка q, что противоречит условию.  Значит, n просто.